# Émerchicourt
Émerchicourt ist eine französische Gemeinde mit 813 Einwohnern (Stand: 1. Januar 2022) im Département Nord in der Region Hauts-de-France. Sie gehört zum Arrondissement Valenciennes und ist Mitglied im Gemeindeverband Communauté d’agglomération de la Porte du Hainaut. Die Einwohner werden Émerchicourtois(es) genannt.

## Geografie

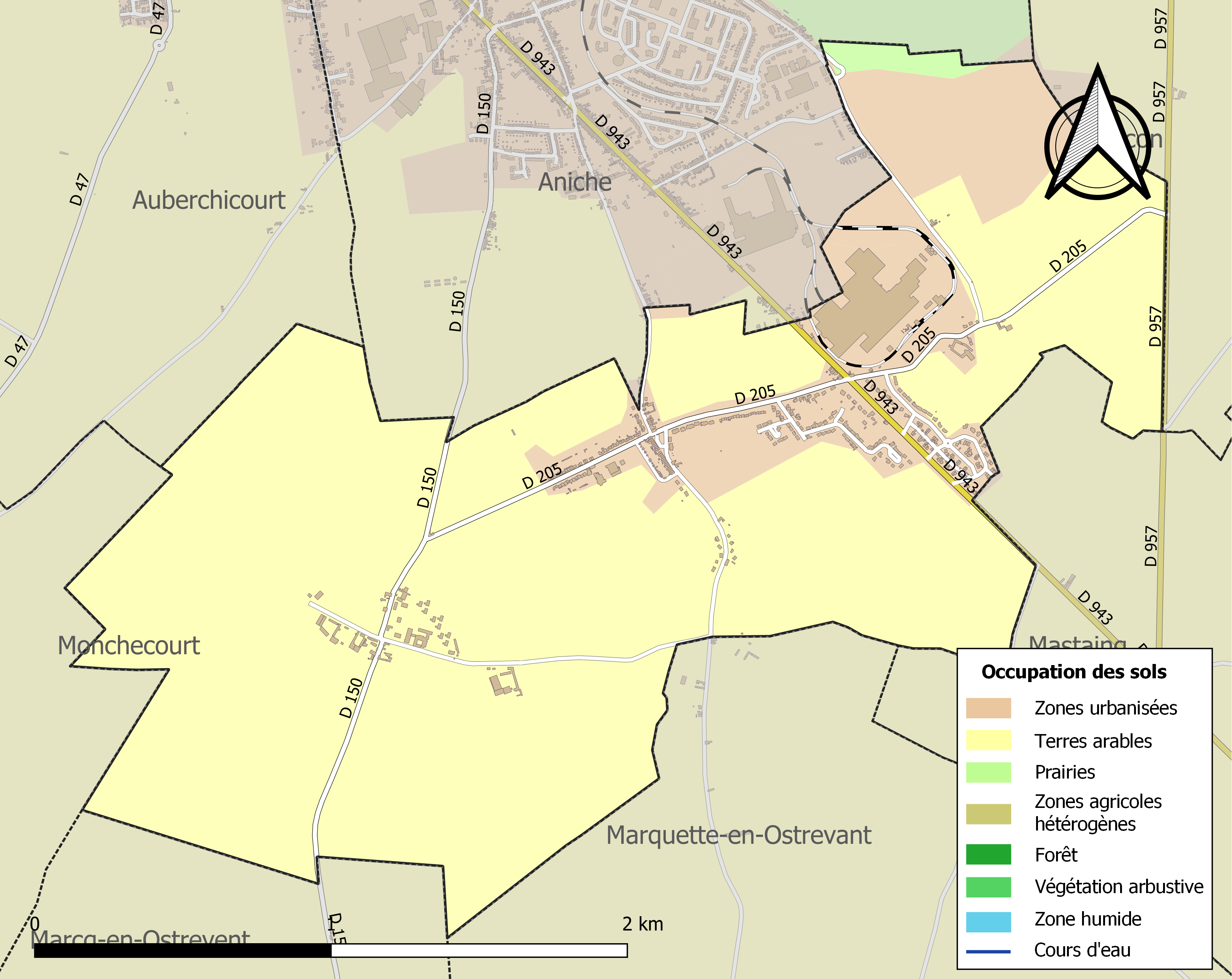
Bodennutzung und Infrastruktur der Gemeinde (2018)

Émerchicourt liegt im Nordfranzösischen Kohlerevier, 14 Kilometer ostsüdöstlich von Douai und etwa 19 Kilometer westsüdwestlich von Valenciennes. Das Gemeindegebiet weist keine Fließgewässer auf. Es ist flach mit einer maximalen Erhöhung im Nordosten beim Weiler Azincourt auf etwa 70 m, im Zentrum von Émerchicourt auf einer Höhe von etwa 65 m.
Ein Teil des Gebiets von Émerchicourt gehört zur ZNIEFF-Naturzone „Ancienne carrière d’Emerchicourt“ (310013752). Etwa 82 % der Fläche der Gemeinde werden landwirtschaftlich genutzt, der Anteil an bebauter Fläche beträgt etwa 8 %, an Bergwerken, Deponien und Baustellen etwa 6 %, an industriellen oder gewerblichen Flächen etwa 4 % (Stand: 2018).
Umgeben wird Émerchicourt von den Nachbargemeinden Aniche im Norden, Abscon im Nordosten und Osten, Mastaing im Osten und Südosten, Marquette-en-Ostrevant im Südosten und Süden, Marcq-en-Ostrevent im Süden und Südwesten, Monchecourt im Westen sowie Auberchicourt im Nordwesten.

## Geschichte
Zur Zeit der Französischen Revolution lag das kleine Dorf Azincourt in der Kastellanei von Bouchain im Sterben. Die unaufhörlichen Kriege, die es erlitten hatte, forderten ihren Tribut von ihm. Es bestand nur aus einem großen Bauernhof, der an die alte, befestigte Burg angebaut war, die in Trümmern lag, sowie aus dem Haus des Priesters und der Kirche. Die besagte, der „Heiligen Maria“ geweihte Kirche, die seit vielen Jahren nicht mehr instand gehalten worden war, war vom Einsturz bedroht. Der Nationalkonvent verfügte daraufhin den Abriss des religiösen Gebäudes und die Wiedervereinigung des Dorfes Azincourt mit dem Nachbardorf Émerchicourt. So entstand die Gemeinde.
Das Dorf Émerchicourt existierte hauptsächlich dank der Abtei von Vicoigne, die seit dem Mittelalter den größten Teil seines Territoriums besaß. Generationen reicher Bauern hatten schon immer den imposanten Gutshof  „Vicoignette“ bewohnt, sie herrschten über das kleine Dorf.
Alles wäre so geblieben, wie es war, wenn Nordfrankreich nicht die „Industrielle Revolution“ erlebt hätte, die das Dorf aufrütteln würde. Die Entdeckung der Kohle und ihre Förderung hatten wirtschaftliche und menschliche Folgen und zogen eine völlige Umgestaltung der Region nach sich. In der Nähe des Dorfes lockte die 1773 gegründete Bergbaugesellschaft Aniche viele Industrielle an, die sich rund um die neu angelegten Minenschächte niederließen.
So wurde 1823 die Glashütte „DRION und DORLODOT“ eröffnet. Sie lag am „Pavé d’Auberchicourt à Bouchain“ und wurde auf dem Gebiet von Aniche gebaut, an dessen äußerster Grenze, wo die Ländereien von Émerchicourt beginnen.
Die Glasindustrie veränderte vollkommen als großer Steinkohleverbraucher das Gesicht des Dorfes. Es wirkte wie ein Magnet und verschob die Lebensmitte der Bewohner. Das im Wesentlichen landwirtschaftlich geprägte Leben des Dorfes konzentrierte sich mit seinen fünfzig Einwohnern bislang auf seine Kirche und sein Rathaus.
Im Laufe der Zeit war die Glashütte „d’en haut“ so stark gewachsen, dass Patoux, „Meister der Glashütte“ und Bürgermeister von Aniche, 1855 beschloss, seiner Glashütte eine Eisfabrik hinzuzufügen. Diese neue Produktion erforderte neues qualifiziertes Personal, das aus anderen französischen und belgischen Fabriken hinzugezogen wurde.
Im Jahr 1857 wurde auf dem Grundstück der Glashütte auf dem Gebiet von Émerchicourt eine Arbeitersiedlung errichtet. Diese Siedlung, die die Bevölkerung des Dorfes von fünfzig auf zweihundertfünfzig erhöhte, lag auf halber Strecke zwischen dem alten Dorf und der Glasfabrik. Einige Jahre später wurden die öffentliche Schule und das Bürgermeisteramt in der Nähe dieser Siedlung (französisch coron) gebaut, die „Coron Blanc“ oder „Coron des Tonneaux“, dann „Coron de Vicognette“ genannt wurde.
Der Ausbau des Dorfes sollte in den kommenden Jahrzehnten weitergehen. Um 1920, als die Belegschaft der Fabrik immer größer wurde, beschloss die Unternehmensleitung, eine weitere Arbeitersiedlung zu errichten. Die „Cité Woldémar Lestienne“, die auf dem ehemaligen Gebiet des Dorfes Azincourt errichtet wurde, beherbergte 1923 die ersten Glasmacherfamilien. Das Dorf verzeichnete eine Bevölkerungszahl von 500 Menschen.

## Bevölkerungsentwicklung
| Émerchicourt: Einwohnerzahlen von 1806 bis 2020                                                                            | Émerchicourt: Einwohnerzahlen von 1806 bis 2020 | Émerchicourt: Einwohnerzahlen von 1806 bis 2020 | Émerchicourt: Einwohnerzahlen von 1806 bis 2020 | Émerchicourt: Einwohnerzahlen von 1806 bis 2020 |
| --- | ----------------------------------------------- | ----------------------------------------------- | ----------------------------------------------- | ----------------------------------------------- |
| Jahr |                                                 |                                                 |                                                 | Einwohner                                       |
| 1806 | 1806                                            |                                                 | 71                                              | 71                                              |
| 1821 | 1821                                            |                                                 | 42                                              | 42                                              |
| 1831 | 1831                                            |                                                 | 34                                              | 34                                              |
| 1836 | 1836                                            |                                                 | 45                                              | 45                                              |
| 1841 | 1841                                            |                                                 | 49                                              | 49                                              |
| 1846 | 1846                                            |                                                 | 63                                              | 63                                              |
| 1851 | 1851                                            |                                                 | 86                                              | 86                                              |
| 1856 | 1856                                            |                                                 | 83                                              | 83                                              |
| 1861 | 1861                                            |                                                 | 191                                             | 191                                             |
| 1866 | 1866                                            |                                                 | 226                                             | 226                                             |
| 1872 | 1872                                            |                                                 | 329                                             | 329                                             |
| 1876 | 1876                                            |                                                 | 322                                             | 322                                             |
| 1881 | 1881                                            |                                                 | 336                                             | 336                                             |
| 1886 | 1886                                            |                                                 | 307                                             | 307                                             |
| 1891 | 1891                                            |                                                 | 330                                             | 330                                             |
| 1896 | 1896                                            |                                                 | 348                                             | 348                                             |
| 1901 | 1901                                            |                                                 | 370                                             | 370                                             |
| 1906 | 1906                                            |                                                 | 425                                             | 425                                             |
| 1911 | 1911                                            |                                                 | 377                                             | 377                                             |
| 1921 | 1921                                            |                                                 | 300                                             | 300                                             |
| 1926 | 1926                                            |                                                 | 504                                             | 504                                             |
| 1931 | 1931                                            |                                                 | 502                                             | 502                                             |
| 1936 | 1936                                            |                                                 | 473                                             | 473                                             |
| 1946 | 1946                                            |                                                 | 457                                             | 457                                             |
| 1954 | 1954                                            |                                                 | 461                                             | 461                                             |
| 1962 | 1962                                            |                                                 | 578                                             | 578                                             |
| 1968 | 1968                                            |                                                 | 645                                             | 645                                             |
| 1975 | 1975                                            |                                                 | 673                                             | 673                                             |
| 1982 | 1982                                            |                                                 | 773                                             | 773                                             |
| 1990 | 1990                                            |                                                 | 936                                             | 936                                             |
| 1999 | 1999                                            |                                                 | 921                                             | 921                                             |
| 2006 | 2006                                            |                                                 | 962                                             | 962                                             |
| 2013 | 2013                                            |                                                 | 857                                             | 857                                             |
| 2020 | 2020                                            |                                                 | 826                                             | 826                                             |
| Quelle(n): EHESS/Cassini bis 1999, INSEE ab 2006 Anmerkung(en): Ab 1962 offizielle Zahlen ohne Einwohner mit Zweitwohnsitz |                                                 |                                                 |                                                 |                                                 |

## Sehenswürdigkeiten
- Pfarrkirche aus dem 11. Jahrhundert
- Kapelle Notre-Dame-des-Orages
- Mittelalterliche Motte mit Vorburg im Weiler Azincourt, seit 1988 als Monument historique eingeschrieben

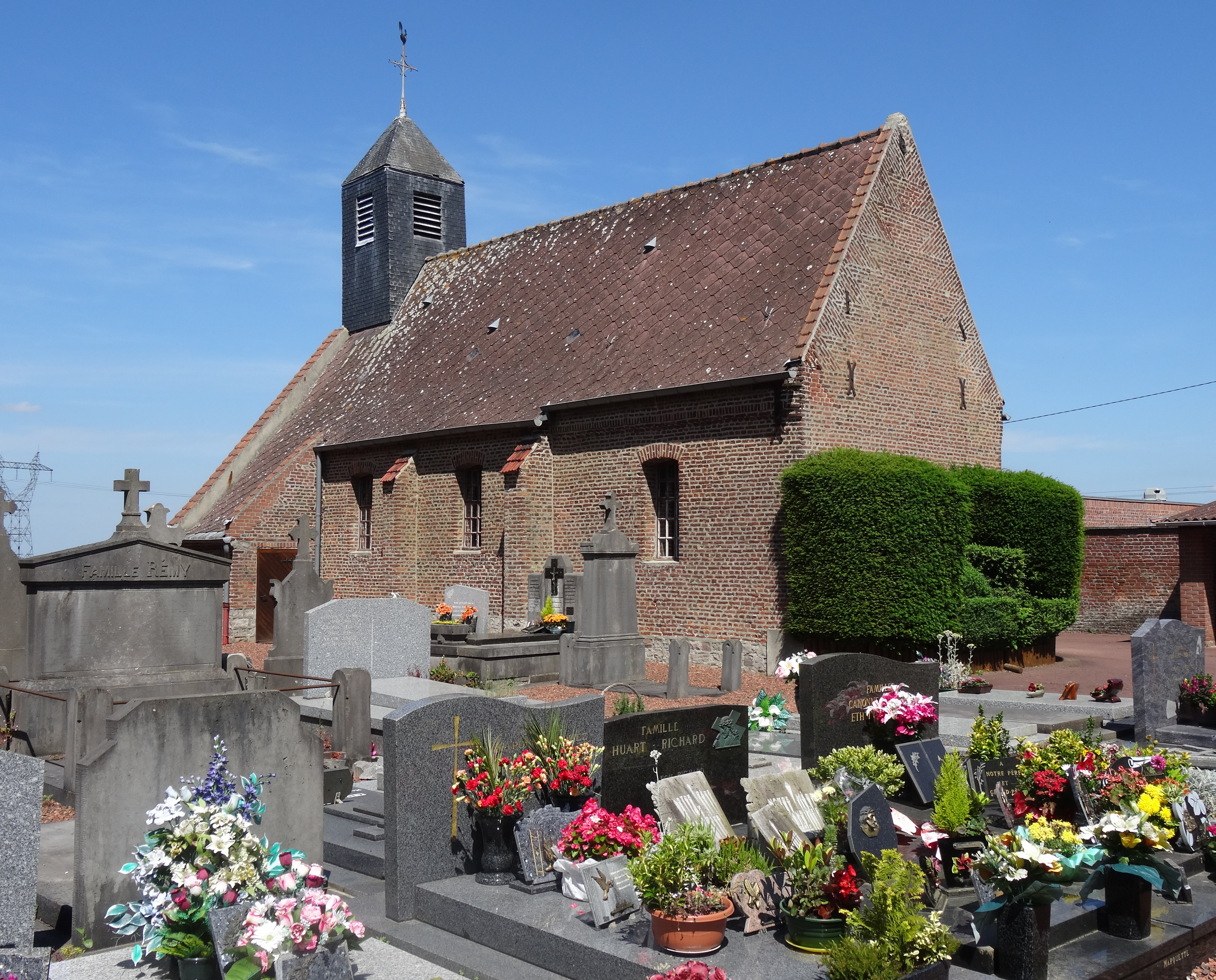
Pfarrkirche
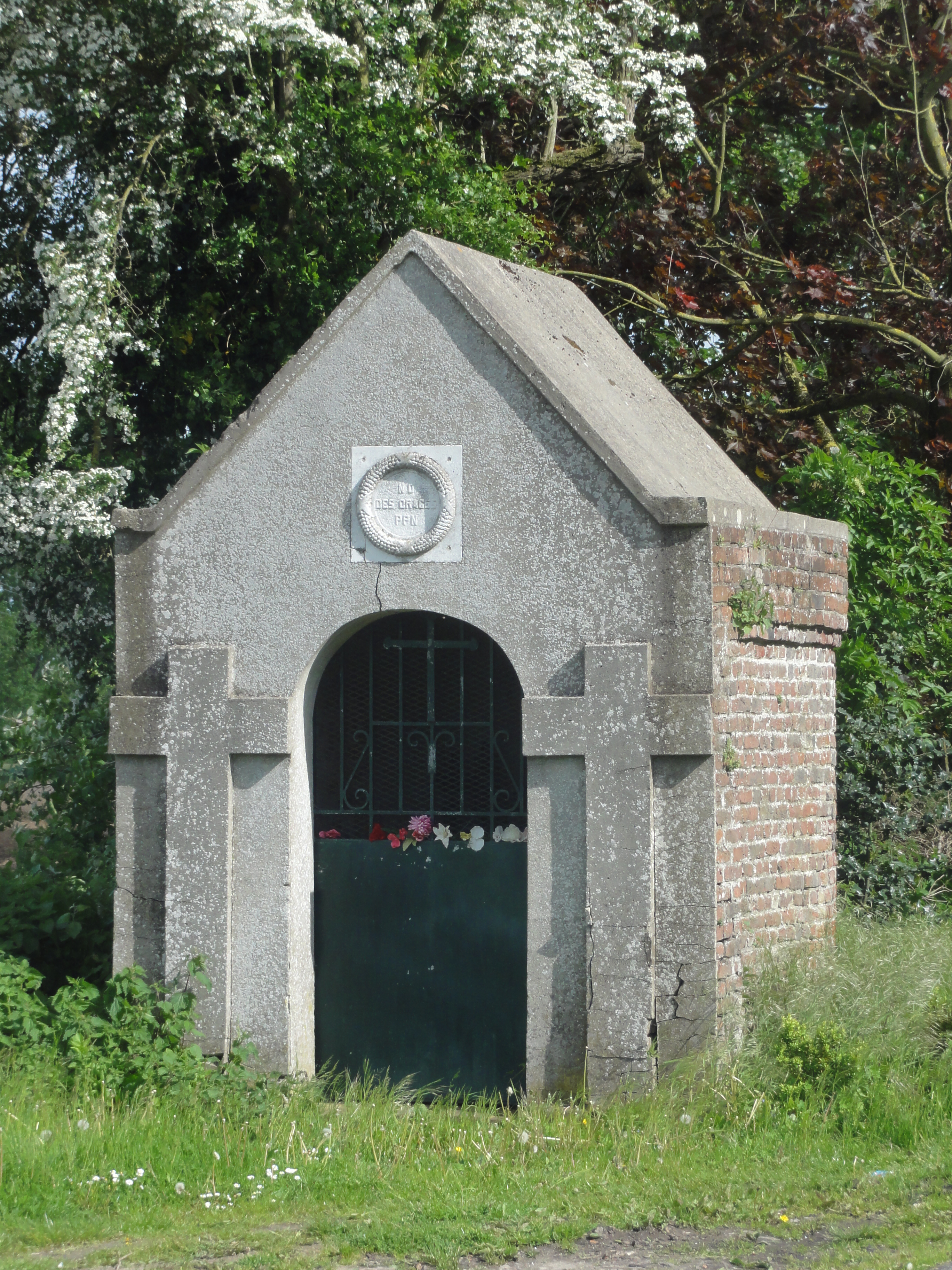
Kapelle Notre-Dame-des-Orages

## Wirtschaft
Die Firma Saint Gobain Glass France produziert in Émerchicourt Flachglas für die Restaurierung von Monuments historiques und für öffentliche und private Gebäude.

## Verkehr
Die Departementsstraße D 957, die ehemalige Route nationale 357, von Orchies nach Mastaing wird an der östlichen Gemeindegrenze entlanggeführt. Die Departementsstraße D 943, ein Abschnitt der ehemaligen Route nationale 43, von Aniche nach Lieu-Saint-Amand über Bouchain führt durch die Arbeitersiedlungen von Nordwest nach Südost. Die nachgeordnete D 150 verbindet den Hauptort der Gemeinde mit Aniche im Norden und mit Marcq-en-Ostrevent im Süden.
Eine Buslinie der Transportgesellschaft Simouv für das Arrondissement Valenciennes verbindet Émerchicourt mit Denain.